# Старое Высокое (Могилёвская область)
Старое Высокое (бел. Старо́е Высо́кае) — деревня в Шкловском районе Могилёвской области Беларуси. В составе Каменнолавского сельсовета.

## География
Недалеко железнодорожный остановочный пункт Савелинки. 

### Гидрография
Протекает река Ульянка.

## История
Упоминается в 1662 году как фольварк Высокое в Высоцком войтовстве Шкловского графства в Оршанском уезде Великого Княжества Литовского. 
В 1924—1960 годах центр Высоковского сельсовета.

## Население

### Численность
- 2009 год — 25 жителей

### Динамика
- 2009 год — 25 жителей (перепись населения)

## Достопримечательность
- Свято-Георгиевская церковь (1903) —  Историко-культурная ценность Республики Беларусь, шифр 513Г000580.
- Воинский мемориал.